# Magimagi
El Magimagi és un producte fibrós fet de closca de coco.
El procés de teixir el boll amb l'aspecte tradicional requereix molta mà d'obra d'artesania. El registre més antic del disseny únic de Magimagi es troba a la Narrative of the United States Exploring Expedition de Wilkes (Wilkes, 1845). Pel que fa a les barraques anomenades bures que hi havia a l'illa, Wilkes diu: "Les parets i el sostre del bure estan construïts amb canyes de la mida d'un dit, i cadascuna s'enrotlla amb sennit [Magimagi] gruixut . -línia, feta amb la closca de la nou de cacau” (pàg. 119). Els avantpassats dels actuals habitants de les illes Vulaga van utilitzar el Magimagi en la construcció de les seves cases i canoes. El disseny de teixit únic el realitzen els equips de Vulaga que són capaços de dissenyar molts gràfics a l'aspecte.
Els cocoters Magimagi triguen uns cinc anys a donar fruits. Les closques dels fruits secs es trenen i es teixeixen en una corda forta i fina "tan gruixuda com un fil de bacallà". El coco Magimagi només creix al grup d'illes Lau a la nació de les illes Fiji. Aquest escàs recurs natural es teixeix amb la bellesa artística pels vulagarencs que són els creadors d'aquesta obra d'art única.

## Tipus
Hi ha tres tipus diferents de teixit;
- Talitali: teixit que es fa sobre bigues horitzontals.
- Lalawa: teixit que es fa en bigues verticals.
- Malo/Lairo: teixit inserit en el disseny. (que en foma part)

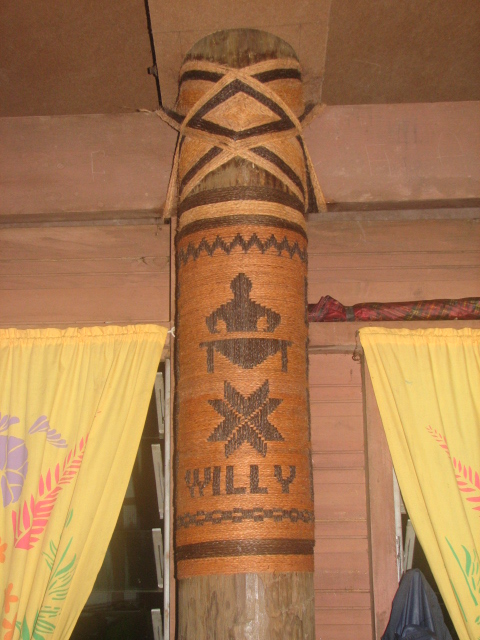
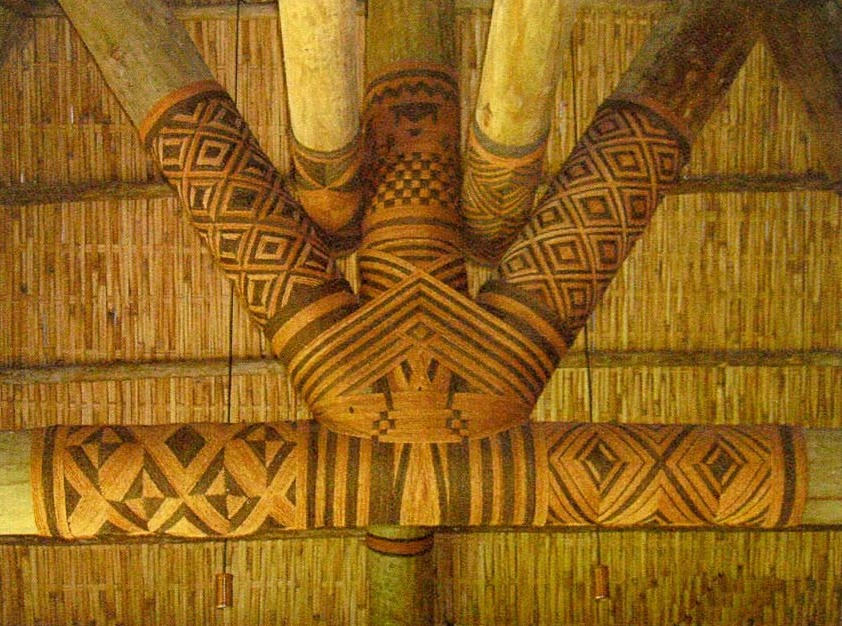
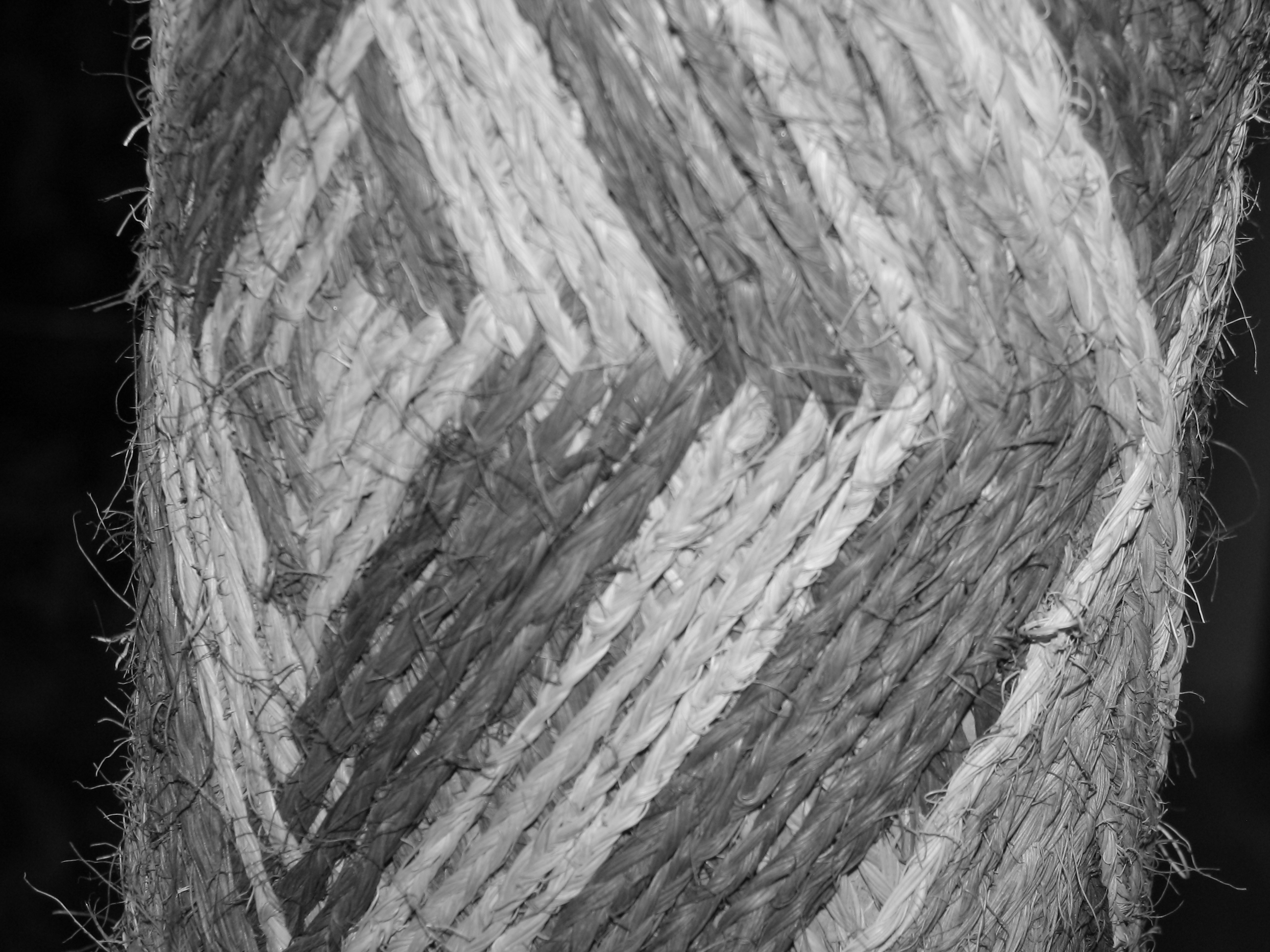
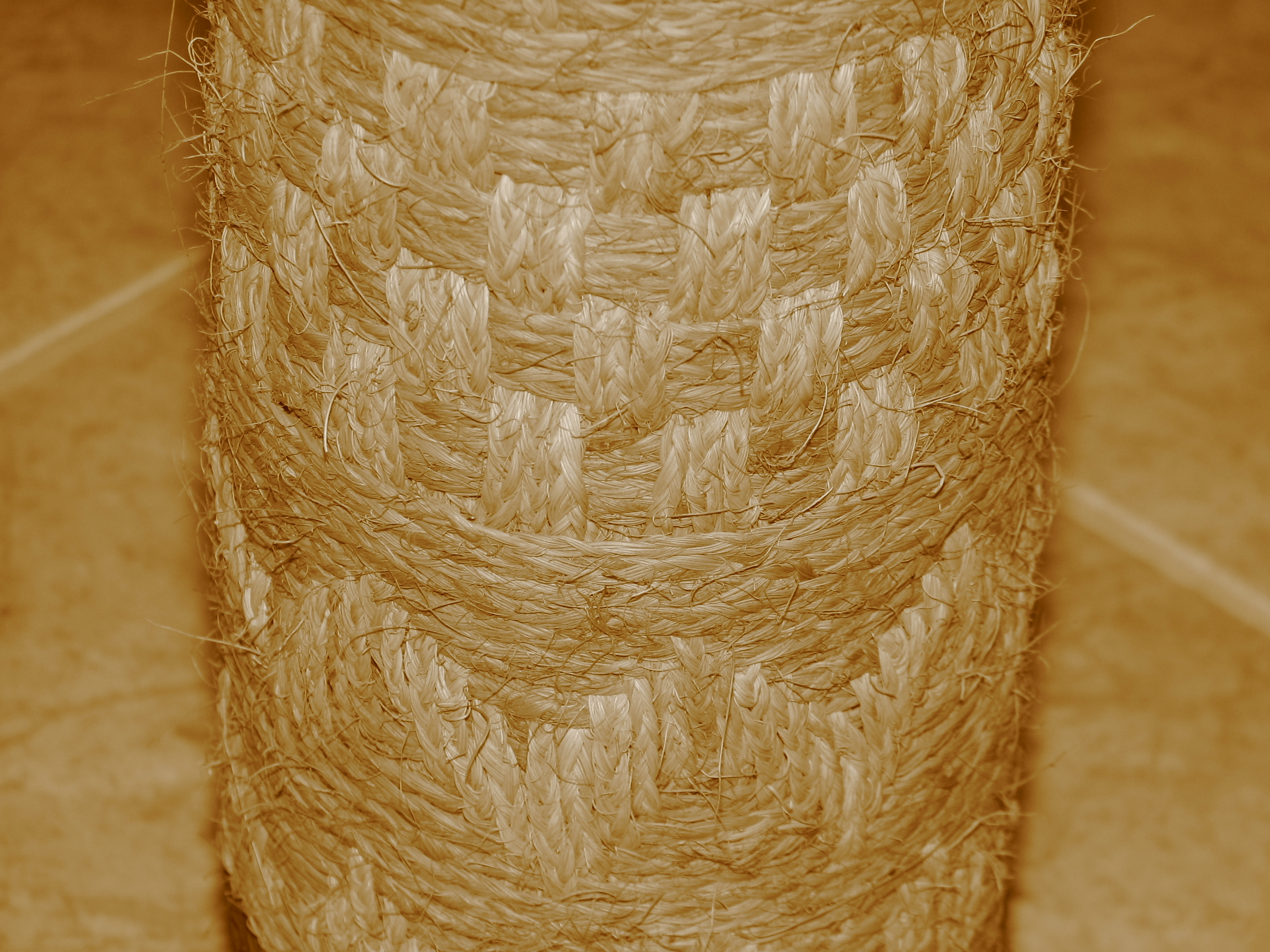
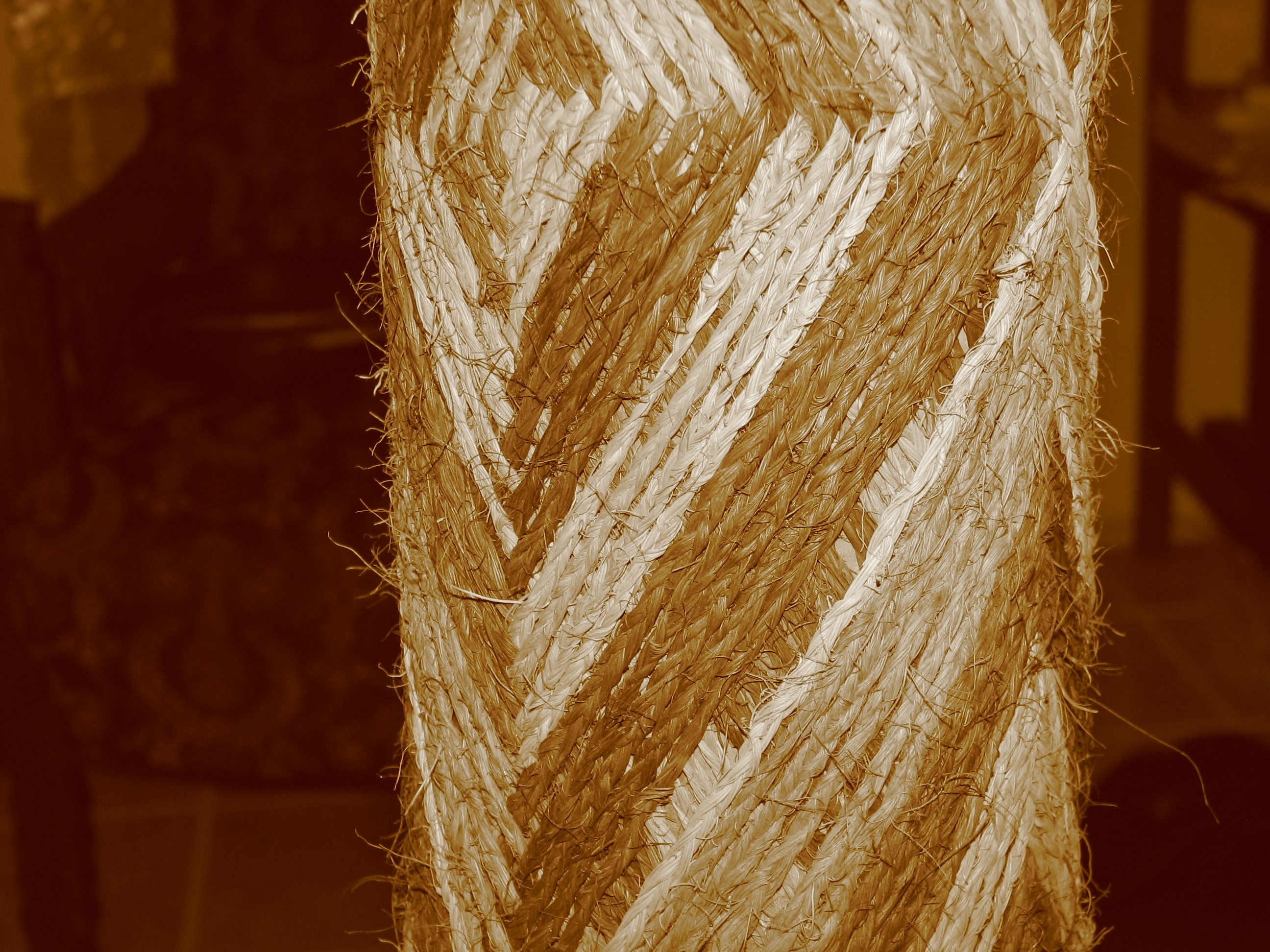
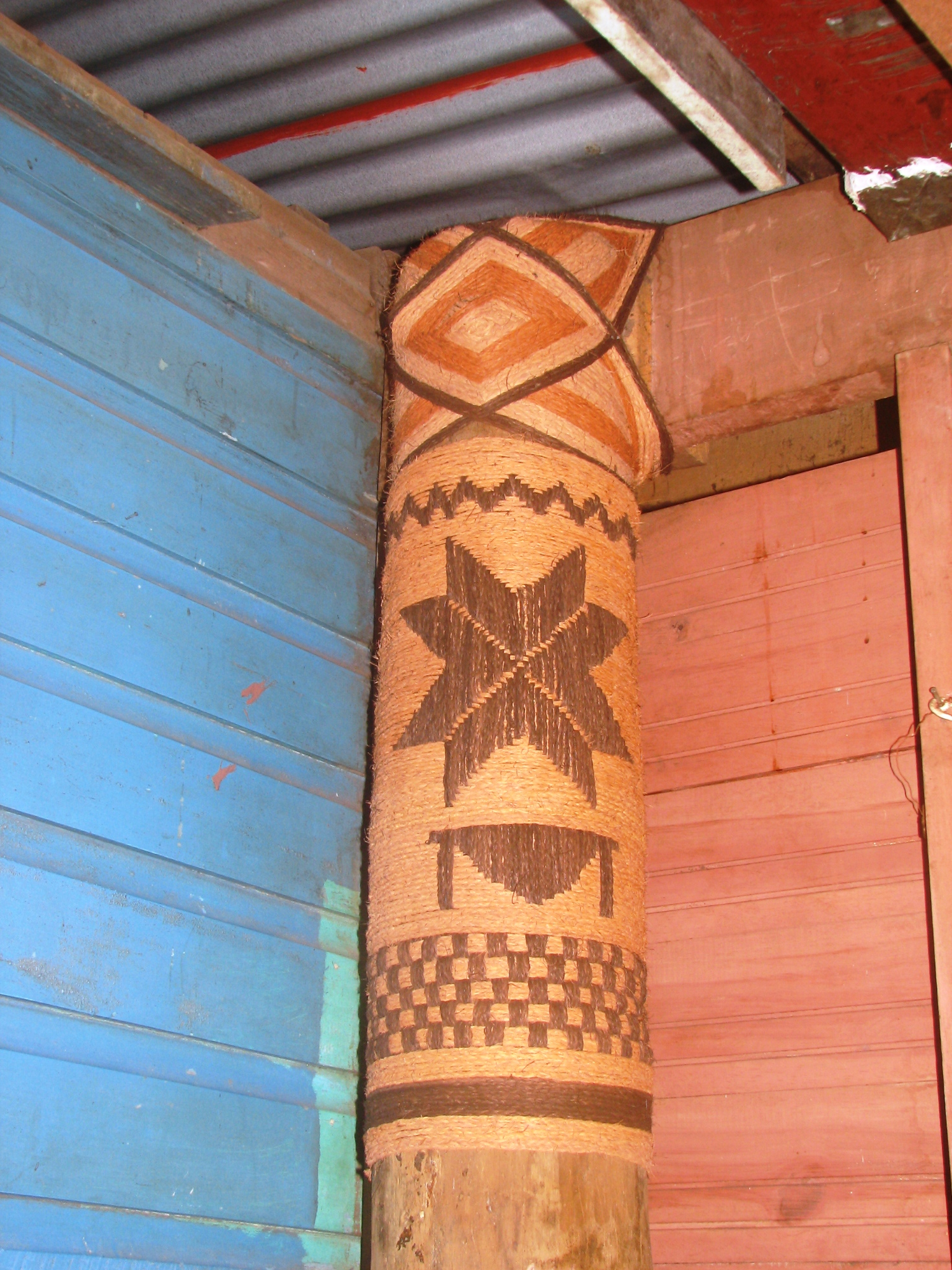
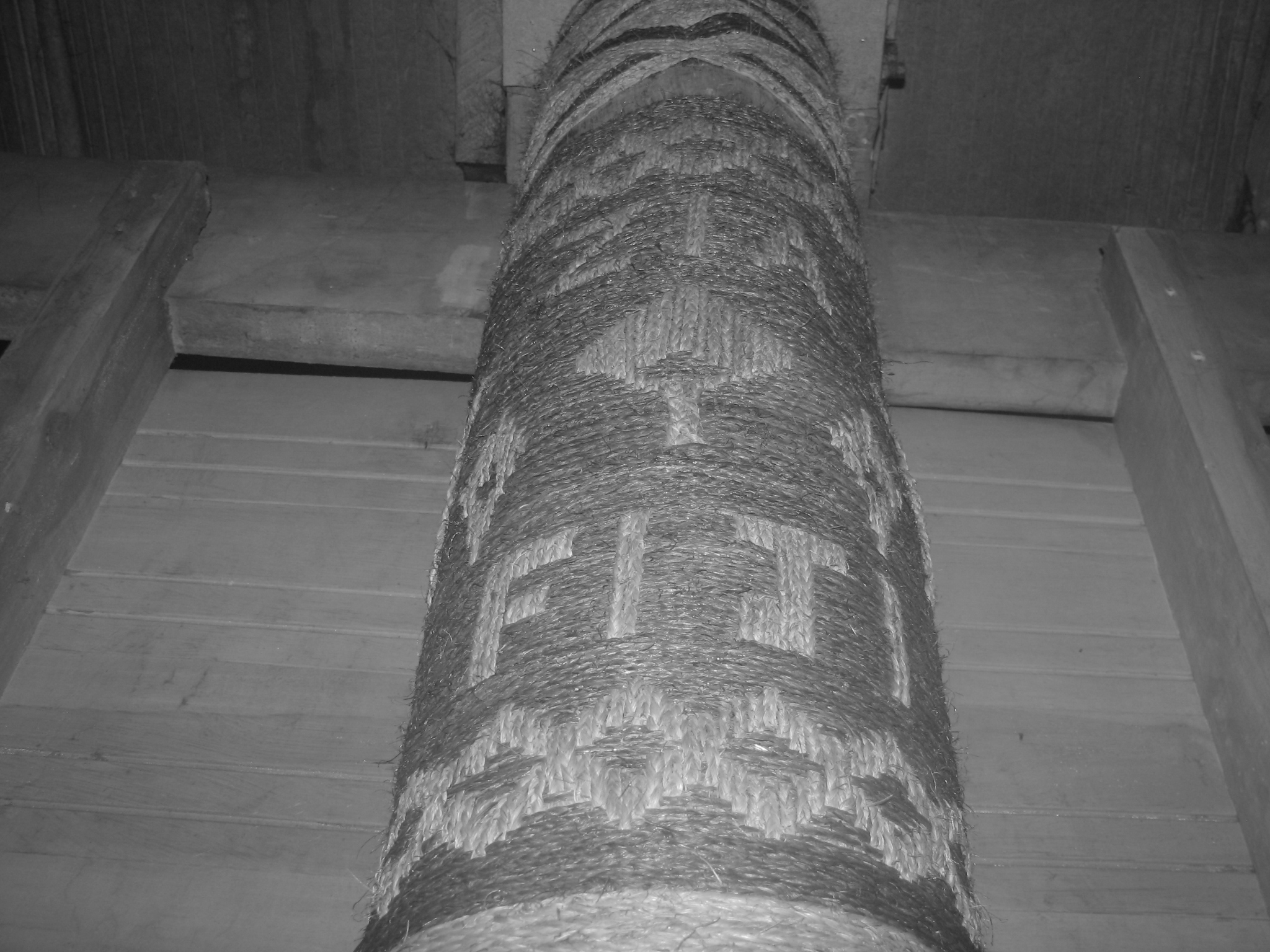
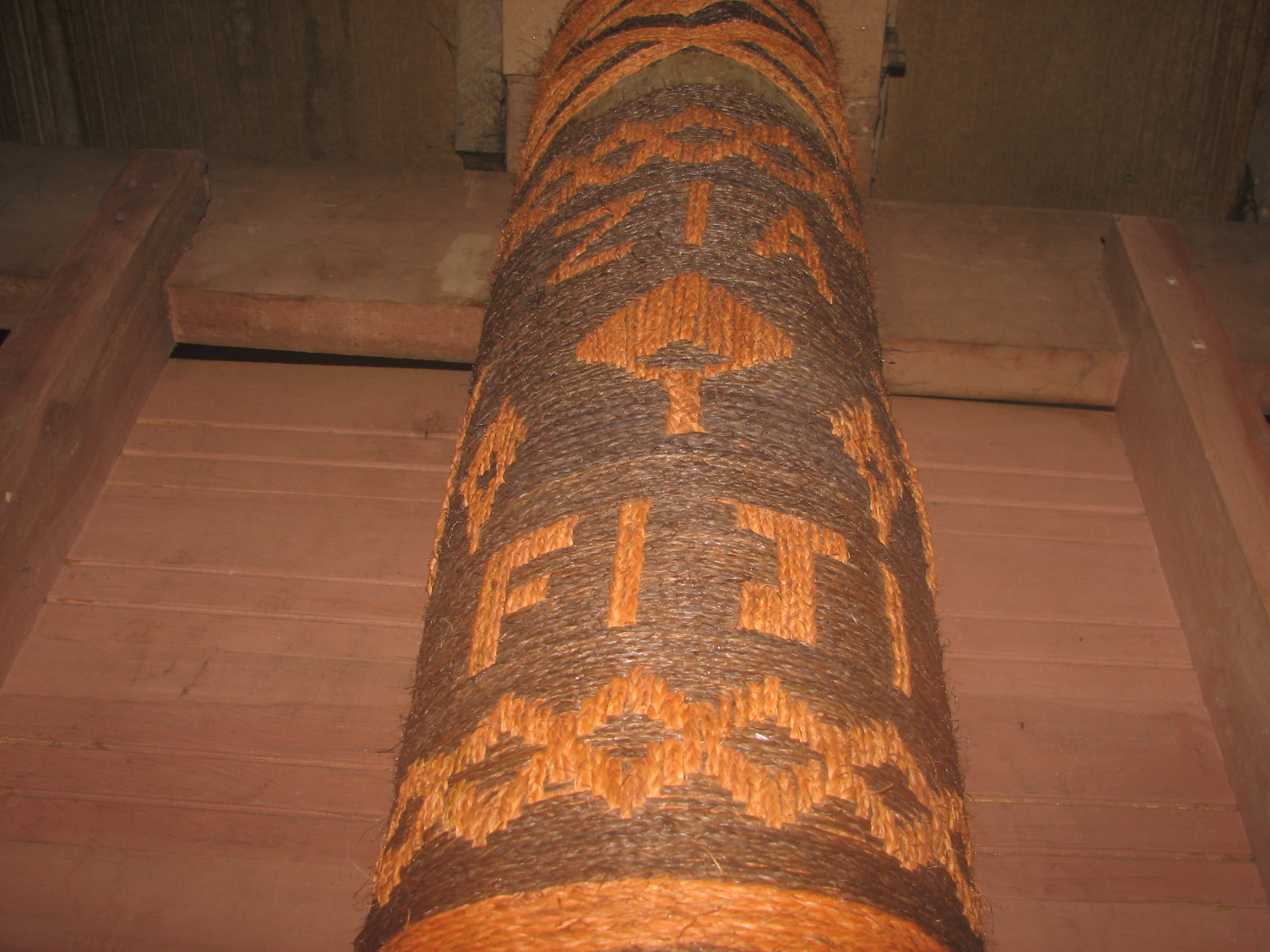

## Artistes notables
- Joana Monolagi - artista masi i magimagi autodidacta.[2][3]